# Underbar (Nilla Nielsen)
Underbar är en singelskiva av Nilla Nielsen, utgiven 2010. 
Nilla Nielsen är en singer/songwriter, som inspirerats av t.ex. U2, Jimi Hendrix, Alanis Morissette, Bob Dylan och Tracy Chapman.

## Låtlista
1. Underbar - (Nilla Nielsen)

## Band
- Nilla Nielsen - Sång, gitarr & klaviatur